# UGC 480
UGC 480 je galaksija u zviježđu Andromeda.

## Vanjske poveznice
- SEDS: NGC 0218